# Той, хто йде у вогні
Той, хто йде у вогні (англ. Firewalker) — американський бойовик режисера Джона Лі Томпсона.

## Сюжет
У Патриції Гудвін є карта, яка може привести до золотого скарбу індіанців-ацтеків. Але самій тендітній жінці з такою місією не впоратися. Тому вона наймає двох кремезних авантюристів, готових за золото пройти разом з нею крізь вогонь і воду. Це Макс і його приятель Лео. Трійця мисливців за старовиною вирушають в дорогу, наповнену небезпеками й перешкодами, і курйозами! Якщо їхній план буде втілено, троє друзів повернуться додому багатіями.

## У ролях
- Чак Норріс — Макс Доніган
- Луїс Госсет мол. — Лео Портер
- Мелоді Андерсон — Патрісія Гудвін
- Вілл Семпсон — Високий Орел
- Сонні Лендем — Ель Койот
- Джон Ріс-Девіс — Коркі Тейлор
- Йен Еберкромбі — Боггс
- Річард Лі-Сун — китаєць / Генерал
- Сайде Сільвія Гутієррес — індіанка
- Альваро Каркано — Віллі
- Джон Хезелвуд — Таббс
- Хосе Ескандон — другий пілот
- Маріо Аревало — партизанський лідер
- Хуан Джарамілло — жорстокий партизан
- Мігель Анхел Фуентес — Велика людина
- Хуліо Монья — солдат
- Ніколас Хассо — молодий індіанець
- Роберт Волл — Хосе
- Джебі Еберкромб — партизан, (в титрах не вказана)